# Hieracium ascendentidens
Hieracium ascendentidens es una especie de planta con flor del género Hieracium, de la familia Asteraceae, orden Asterales.

## Distribución
Hieracium ascendentidens se distribuye por Gran Bretaña.

## Taxonomía
Fue descrita científicamente por P. D. Sell. Fue publicada en Fl. Gr. Brit. Ireland 4: 544 (2006).